# Perton (Herefordshire)
Perton – osada w Anglii, w hrabstwie Herefordshire. Leży 9 km na wschód od miasta Hereford i 181 km na zachód od Londynu.